# Eredivisie 1983-84
La Eredivisie 1983-84 fue la 28.ª edición de la Eredivisie. El campeón fue el Feyenoord de Róterdam, conquistando su 7.ª Eredivisie y el 12.º título de campeón de los Países Bajos.
El máximo goleador fue Marco van Basten (Ajax), con 28 goles. 

## Tabla de posiciones
|    | Clasificación   | PJ | PG | PE | PP | Pts | GF  | GC | Dif |
| -- | --------------- | -- | -- | -- | -- | --- | --- | -- | --- |
| 1  | Feyenoord       | 34 | 25 | 7  | 2  | 57  | 96  | 31 | 65  |
| 2  | PSV Eindhoven   | 34 | 23 | 6  | 5  | 52  | 88  | 32 | 56  |
| 3  | Ajax            | 34 | 22 | 7  | 5  | 51  | 100 | 46 | 54  |
| 4  | HFC Haarlem     | 34 | 14 | 13 | 7  | 41  | 59  | 50 | 9   |
| 5  | Sparta          | 34 | 12 | 13 | 9  | 37  | 77  | 63 | 14  |
| 6  | AZ '67          | 34 | 14 | 9  | 11 | 37  | 64  | 50 | 14  |
| 7  | Groningen       | 34 | 14 | 9  | 11 | 37  | 64  | 51 | 13  |
| 8  | Utrecht         | 34 | 14 | 8  | 12 | 36  | 64  | 74 | -10 |
| 9  | Roda JC         | 34 | 13 | 9  | 12 | 35  | 55  | 55 | 0   |
| 10 | Den Bosch       | 34 | 11 | 11 | 12 | 33  | 48  | 55 | -7  |
| 11 | Go Ahead Eagles | 34 | 12 | 8  | 14 | 32  | 52  | 63 | -11 |
| 12 | Fortuna Sittard | 34 | 11 | 9  | 14 | 31  | 50  | 55 | -5  |
| 13 | Excelsior       | 34 | 13 | 5  | 16 | 31  | 56  | 62 | -6  |
| 14 | PEC Zwolle      | 34 | 10 | 9  | 15 | 29  | 56  | 70 | -14 |
| 15 | Volendam        | 34 | 9  | 8  | 17 | 26  | 39  | 68 | -29 |
| 16 | Helmond Sport   | 34 | 4  | 8  | 22 | 16  | 49  | 92 | -43 |
| 17 | Willem II       | 34 | 5  | 6  | 23 | 16  | 27  | 74 | -47 |
| 18 | DS '79          | 34 | 6  | 3  | 25 | 15  | 35  | 88 | -53 |

PJ = Partidos jugados; PG = Partidos ganados; PE = Partidos empatados; PP = Partidos perdidos; Pts = Puntos; GF = Goles a favor; GC = Goles en contra; Dif = Diferencia de goles
[1] Feyenoord también ganó la Copa de los Países Bajos, obteniendo así el doblete. Feyenoord participará en la Copa de Europa, por lo que el finalista, Fortuna Sittard, podría jugar en la Recopa de Europa.
|  | Clasificado para la Copa de Europa 1984-85   |
|  | Clasificado para la Recopa de Europa 1984-85 |
|  | Clasificado para la Copa de la UEFA 1984-85  |
|  | Descenso a la Eerste Divisie                 |

|                                          |
| Campeón Feyenoord de Róterdam 12° título |